# Oud-Nieuwvliet
Oud-Nieuwvliet is de benaming die men tegenwoordig geeft aan het verdronken dorp Sint-Pieter of Sinte-Pier in West-Zeeuws-Vlaanderen.

## Geschiedenis
Dit kerkdorp werd gesticht door Jan Adornes. Dit was een handelaar uit Brugge die de rechten tot inpoldering van het Zwarte Gat had gekocht van Willem van Croy en Hieronymus Lauweryn. In 1527 bedijkte hij de Sint Janspolder en stichtte de heerlijkheid Nieuwvliet, die tevens de oude heerlijkheid Nieuwvliet omvatte, en tevens Sint-Pieter en Mettenije. Ook stichtte hij de aan Sint-Pieter gewijde parochie.
Het dorp werd tijdens de Sint-Felixvloed van 1530 overspoeld maar in 1533 weer hersteld. Waarschijnlijk is het tijdens de Tachtigjarige Oorlog verwoest door soldaten uit Brugge. Oud-Nieuwvliet bevond zich 2,2 km ten westen van het huidige Nieuwvliet aan de Kapelleweg nabij de huidige buurtschap Sint Pieter.
Het huidige dorp Nieuwvliet, dat in de volksmond nog steeds als Sinte-Pier te boek staat, werd na 1602 gesticht, toen de Groote Sint Annapolder werd ingedijkt.
In 1996 zijn op de locatie van Oud-Nieuwvliet proefboringen verricht waarbij muurwerk werd aangetroffen, wat vermoedelijk de resten van de fundering van de Sint-Pieterskerk betrof. Deze boringen werden uitgevoerd in verband met voorgenomen bouwactiviteiten. In de bouwput werden nog enkele grafresten gevonden.